# Podmorniška balistična raketa
Podmorniška balistična raketa (angleško Submarine Launched Ballistic Missile) je balistični izstrelek, ki je izstreljen iz strateških jedrskih podmornic ali strateških dizelskih podmornic.
Podmorniški balistični izstrelki so podobni kopenskim balističnim izstrelkom, vendar so po dimenzijah in načinu delovanja prirejeni za izstreljevanje iz strateških jedrskih podmornic in strateških dizelskih podmornic. Izstrelki so na podmornicah nameščeni v navpičnih izstrelitvenih ceveh, iz katerih jih izstrelijo s stisnjenim zrakom ali drugim pogonskim sredstvom. Stisnjen plin okrog izstrelka ustvari mehur, ki ob gibanju skozi vodo ščiti izstrelek pred stikom z morsko vodo.
Izstrelitev s podmornice ima prednost v tem, da je podmornica mobilna in lahko ostane dolgo časa neopažena, kar omogoča učinkovit povračilni napad tudi v primeru uničenja kopenskih balističnih izstrelkov. Ravno tako je možen tudi učinkovit prvi napad, saj podmornica lahko izstreli izstrelke neposredno pred nasprotnikovo obalo; z uporabo položnejših trajektorij pa so časi leta izstrelkov lahko zelo kratki.
Prve podmorniške balistične izstrelke je preizkušala Nemčija med drugo svetovno vojno, čeprav je šlo le za izstrelitveno ploščad, ki naj bi jo za seboj vlekle podmornice. Prvo uspešno izstrelitev balističnega izstrelka s podmornice je izvedla Sovjetska zveza.
Podmorniški balistični izstrelki so na začetku za pogon uporabljali tekoče gorivo, kar je predstavljalo precejšnjo nevarnost za podmornico, če bi prišlo do okvare. To se je zgodilo na podmornici Sovjetske vojne mornarice K-219 leta 1986.
Prve različice podmorniških balističnih izstrelkov je bilo možno izstreliti le, če je bila podmornica na površini. Kasnejše verzije so zaradi ranljivosti podmornic na površini omogočale tudi podvodno izstrelitev. Danes vsi izstrelki omogočajo tak način izstrelitve.